# Zhong'an
Zhong'an (kinesiska: 重安, 重安镇) är en köping i Kina. Den ligger i provinsen Guizhou, i den sydvästra delen av landet, omkring 130 kilometer öster om provinshuvudstaden Guiyang. Antalet invånare är 28791. Befolkningen består av 14 099 kvinnor och 14 692 män. Barn under 15 år utgör 25,0 %, vuxna 15-64 år 61 %, och äldre över 65 år 12,0 %.